# Fitch Ratings
Фітч Рейтинг (англ. Fitch Ratings) — одне з трьох провідних рейтингових агентств світу. Входить в групу компаній Fitch Group. Крім кредитного агентства, група включає компанію Fitch Solutions — компанія яка займається маркетингом продуктів та послуг Fitch Ratings. Крім того в групу входить Algorithmics — один із світових лідері в області оцінювання ризиків компаній.
Понад 60% акцій групи належить Fimalac S.A, штаб-квартира якої знаходиться у Парижі. Інші 40% акцій групи Fitch, належать американській медіа-групі Hearst Corporation.
Саме агентство «Фітч Рейтинг» має штаб-квартири у Лондоні та Нью-Йорку. Мережа представництв у більш ніж 50-ти країнах світу.
Агентство оцінює кредитний рейтинг позичальників у більш ніж 150 країн світу, за стандартизованою шкалою, здійснює дослідження і аналіз комерційних та державних організацій.

## Історія
Заснував компанію під назвою «Видавнича компанія Fitch» 24 грудня 1913 року John Knowles Fitch. У 1997 році компанія злилася з лондонською IBCA. В 1924 році у Фітч запровадили рейтингову шкалу від «ААА» до «D», яка з невеликими коригуваннями використовується і понині.

## Рейтингова шкала
Для оцінювання ризиків довгострокового інвестування «Фітч» використовує наступну рейтингову шкалу:
Інвестиційні рейтинги
- AAA — Найвищий рівень кредитоспроможності. Рейтинги рівня «AAA» означають найнижчі очікування по кредитних ризиках. Рейтинги даного рівня присвоюються тільки у випадку винятково високої здатності вчасно погашати фінансові зобов'язання. Ймовірність негативного впливу на кредитоспроможність з боку передбачуваних обставин дуже низька.

- AA — Дуже висока кредитоспроможність. Рейтинги рівня «AA» говорять про дуже низькі очікування по кредитних ризиках і дуже високу здатність своєчасно погашати фінансові зобов'язання. Негативний вплив на кредитоспроможність передбачуваних обставин незначна.

- A — Висока кредитоспроможність. Рейтинги рівня «A» означають низькі очікування по кредитних ризиках. Здатність своєчасно погашати фінансові зобов'язання оцінюється як висока. Проте, дана здатність може бути більш схильна до впливу негативних обставин або змін економічної кон'юнктури, ніж у випадку більш високих рівнів рейтингу.

- BBB — Хороша кредитоспроможність. Рейтинги рівня «BBB» повідомляють про поточно низькі очікування по кредитних ризиках. Здатність своєчасно погашати фінансові зобов'язання оцінюється як адекватна, однак негативні обставини і економічна кон'юнктура з більшою ймовірністю можуть знизити кредитоспроможність. Цей рівень рейтингу є найнижчим серед рейтингів інвестиційної категорії.

Спекулятивні рейтинги
- BB — Спекулятивний рейтинг. Рейтинг рівня «BB» означає, що існує можливості розвитку кредитних ризиків, особливо в результаті негативних економічних змін, які можуть відбутися у майбутньому. Однак при цьому емітенту можуть бути доступні альтернативні ресурси в сфері бізнесу або фінансів, які дозволять їм виконати свої фінансові зобов'язання. Цінні папери, яким присвоєні рейтинги цього рівня, не є цінними паперами інвестиційної категорії.

Динаміка змін рейтингу України

- B — · Щодо емітентів та цінних паперів, зобов'язання за якими виконуються, рейтинги рівня «B» означають наявність значних кредитних ризиків, проте при цьому залишається обмежена «подушка безпеки». У наш час фінансові зобов'язання виконуються, проте здатність продовжувати виплати залежить від стійкої та сприятливої ділової і економічної кон'юнктури.[3]

- CCC — Рейтинг говорить, що дефолт видається реальною можливістю. Здатність виконувати фінансові зобов'язання цілком залежить від стійкої та сприятливої ділової або економічної кон'юнктури.

- CC — Ймовірний дефолт.

- C — Дефолт неминучий.

- RD — Цей рівень рейтингу означає, що емітент не провів своєчасні платежі. Частковий дефолт.

- D — Дефолт. Рейтинг цього рівня присвоюється емітенту або державі, що оголосили дефолт за всіма своїми фінансовими зобов'язаннями.

Суверенні рейтинги ймовірності дефолту за зобов'язаннями держав (РДЕ) ведеться за шкалою у іноземній, та національній валюті. Оцінювання ризиків здійснюється в довготерміновій та короткотерміновій перспективі. За короткотерміновими рейтингами оцінка ризиків проводиться терміном на 13 місяців (крім муніципальних та державних цінних паперів США, де термін встановлено у 3 роки). Як і довготермінові, короткотермінові рейтинги розраховуються у іноземній та національній валюті. Рейтингова шкала для короткотермінових рейтингів:
- F1 — Найвищий рівень кредитоспроможності. Цей рейтинг відображає найвищу здатність проводити своєчасні виплати за фінансовими зобов'язаннями. Інколи може бути доповнений знаком «+» для позначення виключно високої кредитоспроможності.

- F2 — Висока кредитоспроможність Цей рейтинг відображає задовільну здатність проводити своєчасні виплати за фінансовими зобов'язаннями, однак «подушка безпеки» не настільки значна, як у випадку більш високого рейтингу.

- F3 — Адекватна кредитоспроможність. Здатність проводити своєчасні платежі за фінансовими зобов'язаннями знаходиться на адекватному рівні, проте негативні зміни в короткостроковій перспективі можуть призвести до зниження рейтингу до неінвестиційних категорії.

- B — Спекулятивний рейтинг. Мінімальна спроможність проводити своєчасні платежі за фінансовими зобов'язаннями, високі ризики при негативних змінах фінансової та економічної кон'юнктури в короткостроковій перспективі.

- C — Високий ризик дефолту. Дефолт реально можливий. Здатність виконувати фінансові зобов'язання повністю залежить від стійкої та сприятливого ділового середовища та економічної кон'юнктури.

- D — Рейтинг цього рівня присвоюється емітенту або державі, що оголосили дефолт за всіма своїми фінансовими зобов'язаннями.

Рейтинги можуть бути доповнені знаком «+» чи «-» для позначення відносного положення в рамках основних рейтингових категорій. Такими знаками не доповнюються довгострокові рейтинги рівня «AAA» і рівня нижче «CCC», а також короткострокові рейтинги, крім рейтингів на рівні «F1».
Загалом, рейтингова шкала «Фітч Рейтинг» досить схожа на рейтингову шкалу іншого провідного рейтингового агентства Standard & Poor's.
| S&P         | S&P           | Fitch       | Fitch         | Moody’s     | Moody’s       | Узагальнене значення | Тип                                     | Тип                                     |
| Довго-терм. | Коротко-терм. | Довго-терм. | Коротко-терм. | Довго-терм. | Коротко-терм. | Узагальнене значення | Тип                                     | Тип                                     |
| AAA         | A-1+          | AAA         | F1            | Aaa         | P-1           | Емітент володіє виключно високими можливостями з виплати відсотків за борговими зобов'язаннями та самих боргів.                                              | Інвестиційні рейтинги (обмежені ризики) | Інвестиційні рейтинги (обмежені ризики) |
| AA+         | A-1+          | AA+         | F2            | Aa1         | P-1           | Емітент володіє надзвичайно високими можливостями з виплати відсотків за борговими зобов'язаннями та самих боргів.                                           | Інвестиційні рейтинги (обмежені ризики) | Інвестиційні рейтинги (обмежені ризики) |
| AA          | A-1+          | AA          | F2            | Aa2         | P-1           | Емітент володіє надзвичайно високими можливостями з виплати відсотків за борговими зобов'язаннями та самих боргів.                                           | Інвестиційні рейтинги (обмежені ризики) | Інвестиційні рейтинги (обмежені ризики) |
| AA-         | A-1+          | AA-         | F2            | Aa3         | P-1           | Емітент володіє надзвичайно високими можливостями з виплати відсотків за борговими зобов'язаннями та самих боргів.                                           | Інвестиційні рейтинги (обмежені ризики) | Інвестиційні рейтинги (обмежені ризики) |
| A+          | A-1           | A+          | F3            | A1          | P-1           | Можливості емітента з виплати відсотків та боргів оцінюються високо, однак залежать від економічної ситуації.                                                | Інвестиційні рейтинги (обмежені ризики) | Інвестиційні рейтинги (обмежені ризики) |
| A           | A-1           | A           | F3            | A2          | P-1           | Можливості емітента з виплати відсотків та боргів оцінюються високо, однак залежать від економічної ситуації.                                                | Інвестиційні рейтинги (обмежені ризики) | Інвестиційні рейтинги (обмежені ризики) |
| A-          | A-2           | A-          | F3            | A3          | P-2           | Можливості емітента з виплати відсотків та боргів оцінюються високо, однак залежать від економічної ситуації.                                                | Інвестиційні рейтинги (обмежені ризики) | Інвестиційні рейтинги (обмежені ризики) |
| BBB+        | A-2           | BBB+        | F3            | Baa1        | P-2           | Платоспроможність емітента вважається задовільною. | Інвестиційні рейтинги (обмежені ризики) | Інвестиційні рейтинги (обмежені ризики) |
| BBB         | A-3           | BBB         | B             | Baa2        | P-3           | Платоспроможність емітента вважається задовільною. | Інвестиційні рейтинги (обмежені ризики) | Інвестиційні рейтинги (обмежені ризики) |
| BBB-        | A-3           | BBB-        | B             | Baa3        | P-3           | Платоспроможність емітента вважається задовільною. | Інвестиційні рейтинги (обмежені ризики) | Інвестиційні рейтинги (обмежені ризики) |
| BB+         | B             | BB+         | B             | Ba1         | NP            | Емітент платоспроможний, але несприятливі економічні умови можуть негативно вплинути на можливості виплат.                                                   | Спекулятивні рейтинги (існують ризики)  | Спекулятивні рейтинги (існують ризики)  |
| BB          | B             | BB          | B             | Ba2         | NP            | Емітент платоспроможний, але несприятливі економічні умови можуть негативно вплинути на можливості виплат.                                                   | Спекулятивні рейтинги (існують ризики)  | Спекулятивні рейтинги (існують ризики)  |
| BB-         | B             | BB-         | B             | Ba3         | NP            | Емітент платоспроможний, але несприятливі економічні умови можуть негативно вплинути на можливості виплат.                                                   | Спекулятивні рейтинги (існують ризики)  | Спекулятивні рейтинги (існують ризики)  |
| B+          | B             | B+          | B             | B1          | NP            | Емітент платоспроможний, але несприятливі економічні умови найімовірніше негативно вплинуть на його можливості та готовність здійснювати виплати за боргами. | Спекулятивні рейтинги (існують ризики)  | Спекулятивні рейтинги (існують ризики)  |
| B           | B             | B▲          | B             | B2          | NP            | Емітент платоспроможний, але несприятливі економічні умови найімовірніше негативно вплинуть на його можливості та готовність здійснювати виплати за боргами. | Спекулятивні рейтинги (існують ризики)  | Спекулятивні рейтинги (існують ризики)  |
| B-          | B             | B-          | B             | B3          | NP            | Емітент платоспроможний, але несприятливі економічні умови найімовірніше негативно вплинуть на його можливості та готовність здійснювати виплати за боргами. | Спекулятивні рейтинги (існують ризики)  | Спекулятивні рейтинги (існують ризики)  |
| CCC+        | C             | CCC+        | C             | Caa1        | NP            | Емітент зазнає труднощів з виплатами за борговими зобов'язаннями та його можливості залежать від сприятливих економічних умов.                               | Т.зв. «сміття» (високі ризики)          |                                         |
| CCC         | C             | CCC ▬       | C             | Caa2        | NP            | Емітент зазнає труднощів з виплатами за борговими зобов'язаннями та його можливості залежать від сприятливих економічних умов.                               | Т.зв. «сміття» (високі ризики)          |                                         |
| CCC         | C             | CCC-        | C             | Caa2        | NP            | Емітент зазнає труднощів з виплатами за борговими зобов'язаннями та його можливості залежать від сприятливих економічних умов.                               | Т.зв. «сміття» (високі ризики)          |                                         |
| CCC         | C             | CC          | C             | Caa2        | NP            | Емітент зазнає труднощів з виплатами за борговими зобов'язаннями та його можливості залежать від сприятливих економічних умов.                               | Т.зв. «сміття» (високі ризики)          |                                         |
| CCC-        | C             | C           | C             | Caa3        | NP            | Зазвичай неплатоспроможні компанії | Т.зв. «сміття» (високі ризики)          |                                         |
| CC          | C             | RD          | D             | Ca          | NP            | Частковий дефолт. | Т.зв. «сміття» (високі ризики)          |                                         |
| C           | C             | D           | D             | C           | NP            | Дефолт. Банкрутство. | Т.зв. «сміття» (високі ризики)          |                                         |
| SD          | D             | D           | D             | C           | NP            | Дефолт. Банкрутство. | Т.зв. «сміття» (високі ризики)          |                                         |
| D           | D             | D           | D             | C           | NP            | Дефолт. Банкрутство. | Т.зв. «сміття» (високі ризики)          |                                         |

- Довготермінові рейтинги України в іноземній валюті, зазначені станом на 9 вересня 2019 року.

### Прогноз за рейтингами
Прогноз за рейтингами означає напрям, у якому очікується зміна рейтингів протягом одного-двох років. Прогноз за рейтингом може бути «Позитивним», «Стабільним» або «Негативним». «Позитивний» або «Негативний» прогноз не означає, що зміна рейтингу неминуча. Аналогічним чином, рейтинги з прогнозом «Стабільний» можуть бути підвищені або знижені до того, як прогноз буде змінено на «Позитивний» або «Негативний» за наявності обставин, що дають підставу для такої зміни.
| РДЕ українських компаній              | РДЕ українських компаній              | РДЕ українських компаній                 | РДЕ українських компаній | РДЕ українських компаній                | РДЕ українських компаній                   | РДЕ українських компаній           | РДЕ українських компаній |
| Емітент                               | Довгостроковий РДЕ в іноземній валюті | Довгостроковий РДЕ в національній валюті | Прогноз                  | Короткостроковий РДЕ в іноземній валюті | Короткостроковий РДЕ в національній валюті | Дата останнього перегляду рейтингу |                          |
| ------------------------------------- | ------------------------------------- | ---------------------------------------- | ------------------------ | --------------------------------------- | ------------------------------------------ | ---------------------------------- | ------------------------ |
| Avanrardco Investments Public Limited | B                                     | B                                        | ▬                        |                                         |                                            | 24/08/2011                         |                          |
| Ferrexpo plc                          | B                                     |                                          | ▲                        | B                                       |                                            | 16/08/2011                         |                          |
| Kernel Holding S.A.                   | B                                     | B+                                       | ▲                        |                                         |                                            | 22/07/2011                         |                          |
| Metinvest B.V.                        | B                                     | B+                                       | ▲                        | B                                       | B                                          | 22/07/2011                         |                          |
| MHP S.A.                              | B                                     | B+                                       | ▲                        |                                         |                                            | 22/07/2011                         |                          |
| Агротон                               | B-                                    | B-                                       | ▬                        |                                         |                                            | 04/05/2011                         |                          |
| Інтерпайп                             | RD                                    |                                          | ▼                        | D                                       |                                            | 06/04/2011                         |                          |
| Мрія                                  | B-                                    | B-                                       | ▬                        | В                                       | В                                          | 01/11/2010                         |                          |
| Нафтогаз                              | ССС                                   | ССС                                      | ▬                        |                                         |                                            | 17/01/2011                         |                          |

### Інші рейтинги
Крім рейтингів оцінки рівня ймовірності дефолту емітента або держави, агентство оцінює рівень повернення активів в разі настання дефолту. До його настання, використовується градація за наступною шкалою:
- RR1 - Виключно високі перспективи повернення інвестицій при дефолті (Рівень повернення 91-100%).
- RR2 - Високі перспективи повернення інвестицій при дефолті (71-90%).
- RR3 - Хороші перспективи повернення інвестицій при дефолті (51-70%).
- RR4 - Середні перспективи повернення інвестицій при дефолті (31-50%).
- RR5 - Перспективи повернення інвестицій нижче середнього (11-30%).
- RR6 - Низькі перспективи повернення коштів при дефолті емітента (0-10%).

Дані рейтинги присвоюються емітентам, або державам що мають рейтинг нижче ВВ.
В разі настання дефолту (рейтинг D, або RD) емітенту встановлюється рейтинг рівня повернення коштів при дефолті. Шкала тотожна попередній, з тією лиш різницею що імена рейтингу DR1,DR2,DR3,DR4,DR5,DR6.